# Club Tennis Taula Bagà
El Club Tennis Taula Bagà és un club de tennis de taula català de la població de Bagà, Berguedà, i també un dels seus clubs esportius més destacables de la localitat.

## Història
Es va fundar l'any 1972. La signatura dels estatuts i constitució de la primera junta de l'entitat està datada el dia 10 d'octubre i pocs dies després els jugadors ja participarien a la Lliga de Tercera Provincial. En aquells inicis la competició es realitzava al vell cinema, actual planta baixa del Casal de la Vila.
El primer equip oficial del CTT Bagà, llavors anomenat Club Tenis de Mesa Bagá (CTM), estava format per Josep Maria Elias, Benet Barral, Gregori Arias, Ramon García, Francesc Elias i Àngel Millàn Alí. Van jugar el seu primer partit de Lliga oficial el 29 d'octubre de 1972 a casa contra el CTM Cataluña Manresa (l'equip B), amb Benet Barral, Gregorio Arias i Josep Maria Elias coma equip titular, aconseguint un contundent resultat de 5-0. Aquella primera temporada el CTM Bagá va quedar tercer classificat del seu grup de la Tercera Provincia, en el qual hi havien participat dos equips de Manresa, un de SAnt Fruitós de Bages, dos de Vic i dos de Sallent.
La temporada 1974-75 el club incorpora el seu primer equip infantil integrat per Juli Bover, Antoni Artero, Dionisio Martínez, Joan Ramon Perdigó i Ricard Amills i l'equip sènior del club va aconseguir classificar-se per la categoria Segona Provincial. La temporada següent el CCT Bagà va incorporar un equip oficial de categoria femenina disposant, així, de quatre equips: un juvenil femení, un sènior femení a Segona Provincial i dos sèniors masculins, un a tercera i l'altra a Segona Provincial. L'equip juvenil femení també va participar al campionat d'Espanya. La temporada 1976-77 l'equip femení sènior va aconseguir l'ascens a Primera Categoria i també va participar al campionat d'Espanya absolut, a més del juvenil. Aquella temporada el club ja tenia setze jugadors federats. La temporada següent l'equip sènior femení aconseguia l'ascens a Primera Divisió Nacional i el juvenil femení va quedar subcampió d'Espanya. A més a més, dues de les jugadores juvenils van participar amb la selecció espanyola el Campionat d'Europa Juvenil disputat a Barcelona el juliol de 1978.
Temporada rere temporada, amb la incorporació de nous jugadors i jugadores i amb els èxits que s'anaven assolint l'entitat es va anar consolidant i va començar a aparèixer als mitjans de comunicació esportius com el Mundo Deportivo i Dicen. A partir del 1979 el Regió7 ja va publicar periòdicament els resultats dels diferents equips oficials del CTT Bagà. A finals de la temporada 76-77 el club també va començar a editar el seu butlletí i fins a la temporada 87-88 en va editar dotze, els quals eren redactats pels responsables de l'entitat (principalment els germans Elias), i es repartien entre tots els socis del club.
La temporada 1981-82 l'equip juvenil del CCT Bagà va assolir el seu primer campionat d'Espanya i la temporada 1982-83 l'equip masculí ascendí a Primera Provincial, i els tres anys següents ascendí consecutivament a Segona Divisió, Primera Divisió i Divisió d'Honor. Formaven part de l'equip Robert Casals, Jordi Pi, Josep Maria Sucarrats i Josep Lluís Mas. El Club Tennis Taula Bagà assolí la màxima categoria de tennis taula a l'Estat espanyol, la Divisió d'Honor, tretze temporades després de la seva fundació. Més tard s'incorporaren Ramon Junyent i el xinès Li Qi, juntament amb la seva esposa Li Yanlan, que s'incorporà a l'equip femení. És la temporada 86-87 quan arriba Li Qi, que amb 24 anys el fitxa el club per jugar al primer equip i també per fer d'entrenador.
Aquest fet va marcar un abans i un després en la història de l'entitat. La seva arribada va motivar a jugadors i nens que començaven i va despertar l'interès pel tennis taula a molts baganesos. La següent temporada el CCT Bagà va aconseguir la millor fita de tota la seva història amb l'equip masculí quan es va proclamar campió d'Espanya en el Campionat Absolut (o Copa del Rei) celebrat a Sevilla i també va aconseguir el campionat de Catalunya i el subcampionat de la Lliga (Divisió d'Honor). I ho feia amb un altre jugador xinès, que va substituir Li Qi (que va tornar a la Xina per jugar els Jocs Nacionals), Zhao Qiang.
Els èxits dels equips del Club Tennis de Taula Bagà van ser nombrosos, tant a nivell individual com per equips, tant dels jugadors masculins com de les jugadores, de categoria absoluta, sub-21, juvenils, infantils i alevins. Campionats d'Espanya individuals, de dobles, mixtes, per equips; Campionats de Catalunya, Lligues, tornejos, etc. Un palmarès que comença l'any 1979 amb la primera medalla d'or individual en uns campionats d'Espanya, concretament en la categoria infantil femení, i s'allarga durant més de dues dècades. La vila de Bagà també va acollir un Campionat de Catalunya Absolut, l'any 1992, i un d'Espanya Absolut, l'any 1993.
Els anys daurats de l'entitat van ser els 80 i 90 quan es van aconseguir els títols de més prestigi i el CCT Bagà ocupava pàgines de diaris, espais de televisió i de ràdio, i, fins i tot, es retransmetien algunes partides seves. En aquells anys el club baganès va esdevenir un referent del tennis taula a nivell català i també estatal.

## Antecedents
Tot va començar al Cafè Mundial, un bar situat al carrer Raval de Bagà on hi havia tres taules de ping-pong reglamentàries i el jovent hi passava moltes estones entretingudes. Les taules les havia fet a mida el fuster Josep Picas per encàrrec del regent del bar, Josep Elias, pare dels futurs jugadors del CTT Bagà Josep M., Dolors i Francesc. L'any 1972 els propietaris del local van decidir tancar i, per d'acomiadar-se del local, van organitzar un torneig de tennis taula a l'agost d'aquell mateix any. Aquest torneig va esdevenir un estímul pel naixement del club ja que a partir de llavors els joves aficionats al tennis taula es van engrescar encara més i al setembre van participar en un torneig a Sallent, on van poder comprovar que tenien un bon nivell competitiu. A l'octubre del 1972 ja van iniciar la seva participació en el campionat oficial de lliga.

## Un futur incert
Ja al segle XXI el Club Tennis Taula Bagà va anar perdent jugadors i va haver de reduir equips i participacions en competicions oficials i l'any 2012 s'enfrontava a un futur incert.

## Denominacions
El nom del club ha tingut diversos canvis de denominacions al llarg de la seva història, bàsicament a causa del patrocini de marques comercials:
| Període     | Homes                  | Dones                  |
| ----------- | ---------------------- | ---------------------- |
| 1972 / 1974 | Club Tenis Mesa Bagà   | -                      |
| 1974 / 1983 | Club Tennis Taula Bagà | Club Tennis Taula Bagà |
| 1983 / 1987 | BAGÀ TÚNEL CADÍ        | BAGÀ TÚNEL CADÍ        |
| 1987 / 1989 | BAGÀ ATOMIC            | BAGÀ ATOMIC            |
| 1989 / 1992 | BAGÀ PETROCAT          | BAGÀ PETROCAT          |
| 1992 / 2001 | BAGÀ PETROCAT          | BAGÀ TÚNEL CADÍ        |
| 2001 / 2005 | BAGÀ PETROCAT          | BAGÀ PETROCAT          |
| 2005 / 2007 | BAGÀ CAL BATISTA       | -                      |
| 2007 / 2013 | CTT BAGÀ               | -                      |

## Palmarès
El club ha estat diversos cops campió d'Espanya i de Catalunya, tant en categoria masculina com femenina, en concret: 24 campionats per equips de Catalunya i 8 d'Espanya, 27 campionats individuals de Catalunya i 17 campionats d'Espanya, 2 lligues de la Divisió d'Honor Femenina. A més, 23 jugadors seus van participar en la selecció espanyola, i el seu entrenador, Josep M. Elias, va ser entrenador estatal en 7 campionats d'Europa Juvenils. El Club va organitzar el Campionat de Catalunya Absolut de 1992 i el Campionat d'Espanya Absolut de 1993.

### Tornejos estatals
| Títols | Categoria        | Anys                    |
| ------ | ---------------- | ----------------------- |
| 1      | Aleví femení     | 1997                    |
| 3      | Infantil femení  | 1979, 1988 i 1992       |
| 2      | Infantil masculí | 1980 i 2000             |
| 4      | Juvenil masculí  | 1988, 1995, 2000 i 2001 |
| 4      | Sub 21 femení    | 1996, 1997, 1998 i 1999 |
| 2      | Sub 21 masculí   | 1992 i 1996             |
| 2      | Absolut femení   | 1997 i 1998             |

| Títols | Categoria        | Anys                          |
| ------ | ---------------- | ----------------------------- |
| 1      | Aleví femení     | 1997                          |
| 1      | Infantil femení  | 1997                          |
| 2      | Infantil masculí | 2000 i 2001                   |
| 1      | Infantil mixt    | 2001                          |
| 2      | Juvenil femení   | 1992 i 1997                   |
| 4      | Juvenil masculí  | 1989, 1997, 2000 i 2001       |
| 3      | Juvenil mixt     | 1980, 1995 i 2000             |
| 1      | Sub 21 femení    | 1997                          |
| 2      | Sub 21 mixt      | 1992                          |
| 2      | Absolut femení   | 1997 i 1999                   |
| 5      | Absolut masculí  | 1993, 1995, 1996, 1997 i 1998 |
| 5      | Absolut mixt     | 1993, 1995, 1996, 1998 i 1999 |

| Títols | Categoria        | Anys              |
| ------ | ---------------- | ----------------- |
| 3      | Juvenil masculí  | 1982, 2000 i 2001 |
| 2      | Infantil masculí | 1986 i 2000       |
| 1      | Absolut masculí  | 1988              |
| 2      | Absolut femení   | 1996 i 1997       |

| Títols | Categoria | Temporada             |
| ------ | --------- | --------------------- |
| 2      | femenina  | 1994-1995 i 1995-1996 |